# روبرت هاسكيل
روبرت هاسكيل (بالإنجليزية: Robert Haskell)‏ هو سياسي أمريكي، ولد في 24 أغسطس 1903 في بانجور في الولايات المتحدة، وتوفي بنفس المكان في 3 ديسمبر 1987. حزبياً، نشط في الحزب الجمهوري. وقد انتخب حاكم مين ‏ (2 يناير 1959 – 7 يناير 1959) وانتخب عضو مجلس نواب مين.